# Jørgen Steensen Brahe
Jørgen Steensen Brahe, född den 22 maj 1585, död den 12 februari 1661, var en dansk adelsman, son till Steen Ottesen Brahe, far till Steen Jørgensen Brahe.
Brahe var sedan 1617 lensmand på Hagenskov och ägde dessutom sju stora gods på Fyn (bland dem Hvedholm), där han var så mäktig, att allmogen kallade honom "den lille kungen på Fyn".
Brahe blev riksråd 1644.  Han efterlämnade en samling dagboksanteckningar, utgivna 1845 av Vedel Simonsen i Jørgen Brahes levnedsbeskrivelse.